# Nocona, Texas
Nocona là một thành phố thuộc quận Montague, tiểu bang Texas, Hoa Kỳ. Năm 2010, dân số của xã này là 3033 người.

## Dân số
- Dân số năm 2000: 3198 người.
- Dân số năm 2010: 3033 người.